# 乔吉奥·潘塔诺
乔治·潘塔诺（Giorgio Pantano，1979年2月4日—），是一位意大利赛车手，参加过F1、F3000、GP2等赛事。2008年获得了GP2冠军。

## 职业生涯

### F3000
2001年潘塔诺参加F3000赛事，在蒙扎赛道获得冠军。2002年全年积分列第二位，2003年列第三位。

### 一级方程式
2004年年初潘塔诺与乔丹车队签约，参加2004年的F1。第一场比赛，即2004年澳大利亚大奖赛仅获得第十四名，是所有完成比赛车手中最差的。此后表现依然不佳，加拿大站上被蒂姆·格洛克代替，格洛克在那场比赛上获得第七名。自美国站起潘塔诺重回赛道，依旧没有起色。意大利站后，车队再次用格洛克替代他。潘塔诺从此告别F1。
2004年潘塔诺参加了全部18站比赛中的14站，一分未得。

### GP2系列赛
2005年，潘塔诺参加了刚刚开始举办的GP2赛事，全年获49个积分排名第六位。
虽然2005年赛事结束后潘塔诺曾为几家GP2车队试车，但2006年初期，没有车队需要潘塔诺。幸运的是，在2006年的第四站比赛时，他加入了由F1车手詹卡洛·费斯切拉经营的FMS国际车队（FMS International），获得3次胜利。全年积44分列第五位。
2007年他又加入了前F1车手Adrián Campos经营的Campos大奖赛（Campos Grand Prix）车队，59分名列第3。
2008年为Racing Engineering车队效力，与布鲁诺·塞纳、卢卡斯·笛·格拉西等人展开激烈竞争，最终夺冠。但他目前仍无法进入F1，而05－07,09,10年的GP2冠军都进入了F1。（09年冠军霍肯博格为印度力量车手）